# B–25 Mitchell
A B–25 Mitchell a második világháború idején tervezett és gyártott amerikai ikermotoros bombázógép, amely a háború során igazi igáslónak bizonyult, több nemzet hadseregében állt rendszerben, minden fronton szolgált.

## Tervezése
A B–25-ös megtervezéséig rögös út vezetett. 1936-ban az USA hadserege pályázatot írt ki közepes bombázógépre. A North American Aviation elkészítette az NA–21 jelzésű gépet, amely 1936. december 22-én emelkedett először a levegőbe. Előnye volt, hogy vetélytársánál, a B–17-esnél több bombát tudott hordozni, azonban 800 LE-s motorjai igen lomhává tették, ugyanis túl nagy volt a szerkezeti tömege.
A repülőt áttervezték, erősebb motorokkal szerelték fel, és felajánlották a hadseregnek, hogy egy kisebb sorozatot legyártanak, ám ez túl drágának bizonyult, így csak egy gép készült, amelyet kísérleti repülésekre használtak, rengeteg tapasztalatot gyűjtöttek.
A következő pályázatot 1938-ban írták ki, amire a North American az NA–40-es géppel pályázott, amelynek erős motorja, orrfutója volt, a pilóták egymás mellett foglaltak helyet, míg a navigátor (egyben bombázótiszt) az orron lévő üveg gondolában kapott helyet, ahonnan tökéletes volt a kilátás. Az 1939 januárjában kezdődő tesztek azonban csalódást okoztak, a gép farában rezgések jelentkeztek, amely már a gép szerkezeti épségét veszélyeztette, így a gépet átépítették, így jött létre az NA–40B. A gép azonban 1939. április 11-én lezuhant, a személyzet sérülésekkel, de megúszta a balesetet. A tendert végül a konkurens Douglas A–20-as nyerte.
A rég várt siker 1939 szeptemberében következett be, amikor az amerikai hadsereg előzetes szerződést írt alá 182 db új NA–62-es gép építésére. A North American új gépe a B–25 típusjelzést kapta és első repülésére 1940. augusztus 19-én került sor.

## Típusváltozatok
Az alaptípus első alváltozata a B-25A volt, amely az európai háborús tapasztalatokra támaszkodva épült, így páncélozott és öntömítő üzemanyagtankot kapott. Az üzemanyagtank erősítése magával vonta a sebesség és a (üzemanyag kapacitás-csökkenés miatti) hatótávolság csökkenését.
A B-25A kevés és gyenge önvédelmi fegyverét fejlesztették a B-25B-n, két Bendix-tornyot építettek be két-két 12,7 mm-es géppuskával. A felső toronyban egy lövész ült, míg az alsó távvezérelt volt, ám ez utóbbit a csapatoknál gyakran kiszerelték, az orr- és farokgéppuskákon kívül pedig az oldalablakokba is rendszeresen géppuskákat erősítettek.
A B-25C volt az első igazán nagy sorozatban gyártott alváltozat, amelyet már a világ több pontján is alkalmaztak, így Hollandia, Nagy-Britannia, Kína is rendelt belőle. A B-25B változathoz képest ennek merev, burkolt farokcsúszója van a korábbi behúzható farokcsúszó helyett. További lényeges módosítás volt, hogy motorját R-2600-13-as verzióra cserélték. Növelték az üzemanyag kapacitást, robotpilótát, jégtelenítő rendszert és kabinfűtést kapott a gép. A motorgondolától kifelé bombafüggesztőket szereltek fel, amelyekre 6-8 db 45 – 145 kg-os bombát lehetett szerelni. Kialakítottak egy hidraulikus vészrendszert a futóművek kibocsátására. Lehetőség volt egy 900 kg-os torpedó szállítására is.
A B-25D a Kansas-Cityben gyártott B-25C megnevezése, módosítás csupán annyi volt rajta, hogy a fegyverzetet két merev és egy mozgatható 7,62 mm-es orrba épített géppuskával egészítették ki. A C jelű gépekben csak egyetlen ilyen fegyver volt. Későbbi D változatoknál már hordozható oxigéntartályt is építettek a gépbe, az oldalablakokat fűthetővé tették.
A B-25D verzióból 45 db-ot F-10 jellel alakítottak át felderítőnek. Minden fegyverzetet kiszereltek és három szinkronizált kamerát szereltek a törzs alsó részébe. Motorját erősebb R-2600-29-esre cserélték és minden, a felderítés szempontjából felesleges dolgot kiszereltek, hogy a sebességét és hatótávolságát növeljék.
Ugyancsak a B-25D változatból épült 60 db AT-24A (TB-25D) típusjelzésű kiképző változat is, míg néhány átépített B-25C változat az AT-24C (TB-25C) jelzést viselte.
A haditengerészet összesen 2002 gépet épített át úgy, hogy az orrban lévő géppuskák helyére radart építettek be.
A B-25-nek léteztek nehézfegyverzettel ellátott változatai is, amelyeknek orrába 75 mm-es ágyút építettek.

## A Doolittle-rajtaütés

B-25 Mitchell

Japán 1941. december 7-én rajtaütésszerű támadást intézett az USA csendes-óceáni haditengerészeti támaszpontja, Pearl Harbor ellen. Az amerikai nép ezt nagyon súlyos csapásként élte meg, muszáj volt valahogy visszavágni a japánoknak.
Ekkor merült fel az ötlet, hogy a szigetország „szívébe”, Tokió fölé kéne berepülni, és ott a lehető legnagyobb kárt okozni. A terv kidolgozásával James „Jimmy” Doolittle lett megbízva. Innen kapta az akció is a nevét, angolul Doolittle Raid. A helyzet komplikált volt, hisz a hadsereg még nem rendelkezett nagy hatótávolságú bombázókkal, a japán légtér pedig még mindig meghódítatlan terület volt, azt komoly erőkkel védték.

### A terv
A japán főszigetek megközelítéséhez a haditengerészet segítségét kérte, akik a USS Hornet repülőgép-hordozót bocsátották rendelkezésére. A repülőszemélyzet önkéntesekből állt, a 17. bombázócsoport és a 89. felderítőszázad kötelékéből.
Legnehezebb feladatnak a felszállás ígérkezett, hiszen a rendelkezésre álló hely kb. 150 m volt. A felkészülési idő alatt rengeteget gyakorolták ezt a manővert, természetesen a szárazföldön, ahol egy a kifutópályára festett vonal jelképezte a fedélzet végét. Ahhoz, hogy a feladatot sikeresen végre tudják hajtani végtelenül le kellett csökkenteni a gépek öntömegét. Ennek érdekében még a géppuskákat is kiszerelték, helyükre feketére festett seprűnyeleket tettek, hogy védettebbnek tűnjenek.
Fontos kérdés volt, hogy a támadás közben a gépek együtt maradjanak és a navigáció a lehető legpontosabb legyen, de nem volt kisebb probléma, mit kell tenni, miután a támadást végrehajtották, hiszen nem lesz a visszatéréshez elegendő üzemanyaguk.

### A megvalósítás
Az akció rosszul kezdődött, 1942. április 18-án reggel szállt fel a 16 gép, bár csak 10 órával később tervezték az indulást, mivel egy japán halászhajó észrevette a Hornetet, és bár azonnal elsüllyesztették, nem lehetett tudni, adott-e le segélykérő jeleket. Doolittle kezdte a felszállást, 8:20-kor, 142 m-es kifutópálya állt rendelkezésére. A teljes felszállási procedúra 1 órát vett igénybe, majd összerendezték az alakzatot, és Tokió felé vették az irányt.

### Eredmények
Feladatukat több-kevesebb sikerrel sikerült végrehajtani. Négy órai repülés után Doolittle elérte Tokió légterét és nyolc társával együtt ledobták bombáikat egy gyárkomplexumra. A többi gép Jokohamában, Kóbéban és Nagojában támadott célpontokat. Veszteségeik nem voltak, a japánok vadászgépeket nem tudtak riasztani, a légvédelem pedig csak az egyik támadót rongálta meg könnyebben.
Végül a gépek közül tizenöt elérte Kínát vagy annak partjait. Egyetlen gép szállt le épségben a Szovjetunióban ahol személyzetét internálták. A gép sohasem térhetett vissza az Államokba és személyzete is csak 14 hónappal később Iránon keresztül.
Összességében a 80 fős személyzet közül 64-en élték túl a bevetést és tértek vissza az amerikai csapatokhoz rövid időn belül. Egy, a leszállási zónában földet ért gép személyzetét elfogták a japánok. Két embert kivégeztek, míg hárman hadifogolytáborban töltötték a háborút. Egy másik gép személyzete ejtőernyővel ugrott és egyiküknek ez nem sikerült, halálra zúzta magát.
Négy gép kényszerleszállást hajtott végre. Ezek közül kettőnél nem sérült meg senki. Egy esetben négy sérültet eredményezett a művelet. Nekik a kínaiak segítettek a felépülésben és hazajutni. A negyedik gép kényszerleszállása során két ember meghalt. A többieket elfogták a japánok és a pilóta, valamint a másodpilóta ebben az esetben sem kerülhette el a kivégzést. A személyzet egyetlen életben maradt tagja a háború végéig fogolytáborban sínylődött.

## Baleset az Empire State Buildingnél
A háború vége felé egy baleset révén is a lapok címoldalára került a típus. 1945. július 28-án 9 óra 49 perckor egy B-25D típusú repülőgép csapódott New Yorkban az Empire State Building felhőkarcoló északi oldalának 79. és 80. emelete közé. Az ütközésben a repülőgép háromfős személyzete és az épületben 11 ember életét vesztette.
A repülőgép eredeti célállomása Newark repülőtere lett volna, ahol egy magas rangú tisztet kellett volna a fedélzetére vennie és elszállítania. A gép pilótája azonban a világváros felett hatalmas ködbe keveredett és teljesen elvesztette a tájékozódási képességét. Az irányítók szerették volna leszállítani New York LaGuardia repülőterén, azonban a katonai pilóta ezt visszautasította. Jobb tájékozódási lehetőségekben reménykedve lejjebb süllyedt és nem kis meglepetésére Manhattan közepén találta magát felhőkarcolókkal körülvéve. Egyenesen a New York Central Building épülete felé száguldott, amelyet még sikerült az utolsó pillanatban elkerülnie. Ugyanezt már nem tudta végrehajtani az Empire State Building esetében. Hiába rántotta fel a bombázót és kezdett kitérő manőverekbe, telibe találta az épületet.
Hatalmas lyukat robbantott az épületbe és a magas oktánszámú repülőbenzin azonnal begyulladt. Az égő folyadék egészen a 75. emeletig lefolyt hatalmas pusztítást okozva. Ebben az időszakban az egész országban háborús időszaknak megfelelően folyt a munka, ami azt jelentette, hogy hétvégén is dolgoztak. E miatt ezen a szombati napon is számos irodista dolgozott ezen a kora délelőttön.
A gép egyik hajtóműve és egyik főfutóműve áttört két tűzfalat, valamint az épület déli homlokzatát és a 33. utca egyik 12 emeletes épületének a tetejére zuhant. A másik hajtómű áttörte a felvonó aknájának a falát és rázuhant az egyik liftre, leszakítva azt. A kabin zuhanni kezdett, amit a biztonsági rendszer próbált meg lassítani, a benne lévő két nő szerencséjére sikerrel. Ők különböző törésekkel túlélték a szerencsétlenséget.
A baleset összesen kb. 1 millió akkori dolláron számolt kárt okozott.
Érdekesség, hogy az eset kapcsán a később épült World Trade Center épületét úgy tervezték, hogy kibírja az akkori egyik legnagyobb repülőgépnek, a Boeing 707-esnek a becsapódását.

## Egyéb képek

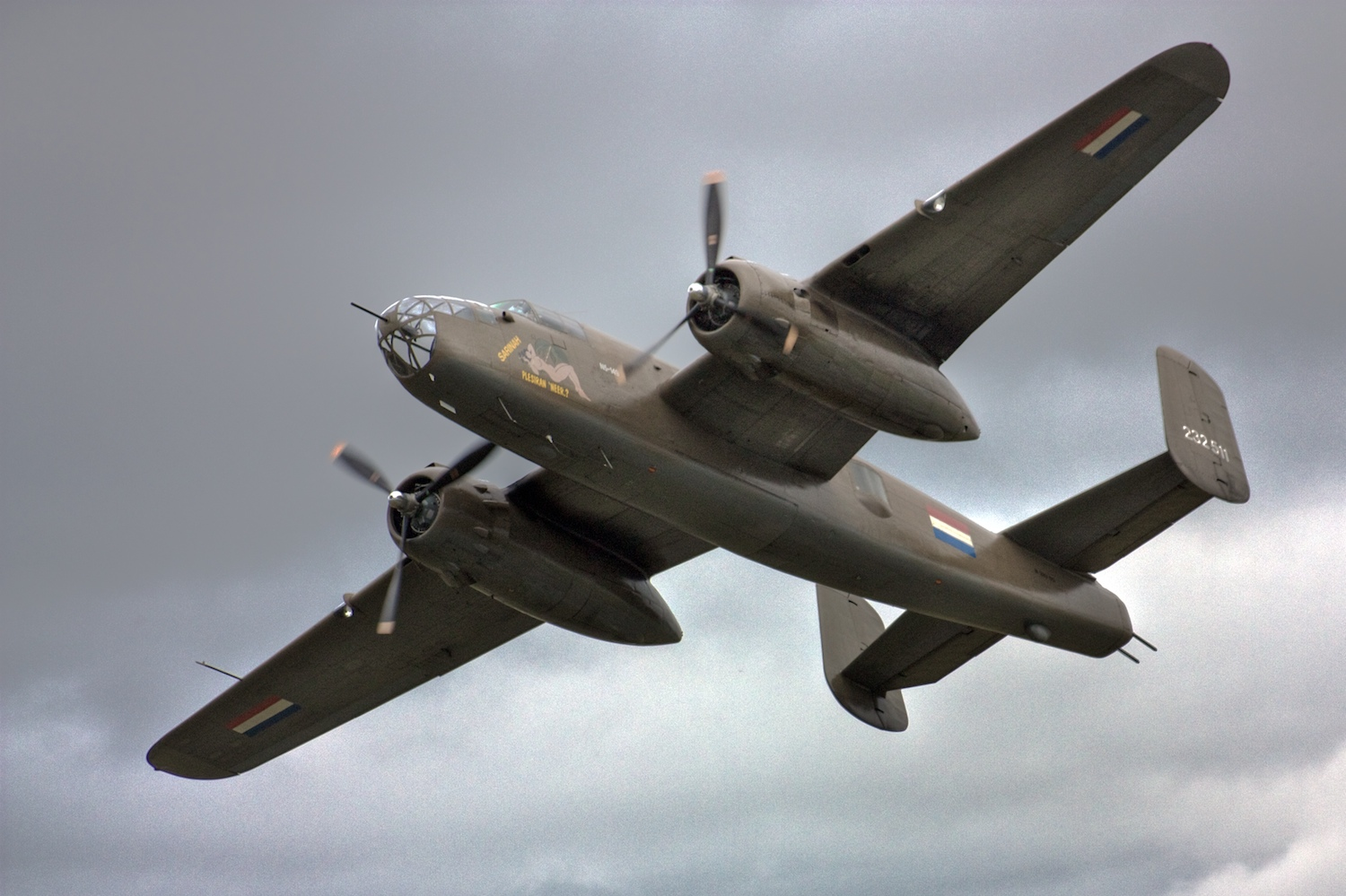
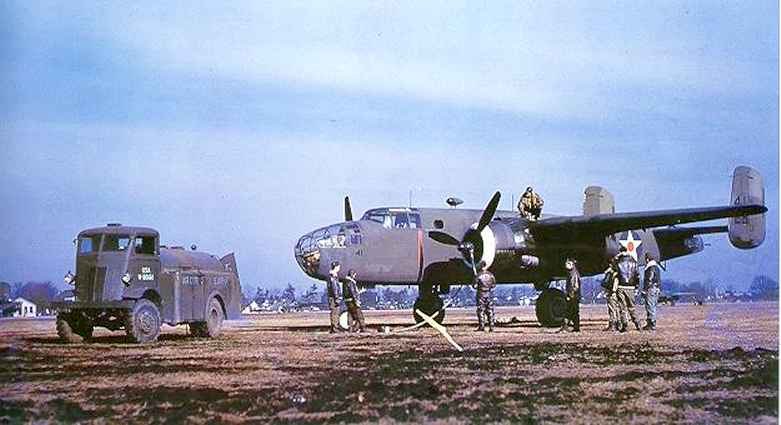